# Phylica stipularis
Phylica stipularis là một loài thực vật có hoa trong họ Táo. Loài này được Carl von Linné miêu tả khoa học đầu tiên.